# Lennart Stockman
Lennart Gabriel Stockman, född 28 mars 1920 i Adolf Fredriks församling, Stockholm, död 7 april 2000 i Gustav Vasa församling i Stockholm, var en svensk forskare inom cellulosateknik som var verksam vid Kungliga Tekniska högskolan (KTH) och STFI.

## Biografi
Stockman blev civilingenjör vid KTH 1944, och teknologie licentiat 1955. Han arbetade vid Cellulosaindustrins centrallaboratorium (senare sammanslaget med STFI) från 1947. Stockman blev professor i cellulosateknik vid KTH 1955 och var KTH:s rektor åren 1964 till 1968. Från 1968 var Stockman verkställande direktör vid STFI till sin pensionering 28 februari 1985.
Stockman invaldes 1961 i Ingenjörsvetenskapsakademien och utsågs till 1970 hedersdoktor vid Chalmers tekniska högskola.
Han tilldelades 1983 Ekmanmedaljen av Svenska Pappers- och Cellulosaingeniörsföreningen, SPCI. Stockman är begravd på Solna kyrkogård.